# ویلیام هنری بتل
ویلیام هِنری بَـتِل (انگلیسی: William Henry Battle؛ ‏ ۲۳ فوریهٔ ۱۸۵۵ – ۲ فوریهٔ ۱۹۳۶) جراح و استاد دانشگاه اهل بریتانیا بود.

## نام‌گذاری‌های پزشکی
او در زمینهٔ ضربه‌های مغزی و التهاب عصب بینایی پژوهش‌هایی انجام داد و بابت چند اکتشاف پزشکی شهرت دارد:
- نشانه بتل: کبودی روی زائدهٔ استخوان ماستوئید که نشان‌دهنده شکستگی قاعدهٔ جمجمه است.[۱]
- برش بتل: یک برش جراحی که در آپاندکتومی استفاده می‌شود، همراه با کنار زدن موقت عضله راست روده به داخل.
- عمل جراحی بتل: یک عمل جراحی برای درمان فتق فمورال